# Michiel Kruidenier
Michiel Kruidenier, (Amsterdam, 9 maart 1971) is een Nederlandse architectuurhistoricus, auteur en publicist uit Nijmegen. Zijn specialisaties zijn 20ste-eeuwse architectuur alsook militair, industrieel en religieus erfgoed.
Na het Baarnsch Lyceum studeerde Kruidenier van 1989 tot 1995 Kunstgeschiedenis en Archeologie aan de Universiteit van Amsterdam. Zijn specialisatie was twintigste-eeuwse architectuur. Aan de TU Delft volgde hij restauratievakken en liep stage bij Bureau Monumenten van de Gemeente Rotterdam. Voor de Bonas verzorgde hij als redacteur uitgaven over Nederlandse architecten. In Rotterdam was hij conservator van het Nederlands Architectuurinstituut (NAi) en onderzoeker voor het Comité Wederopbouw. Vanaf 2003 was Kruidenier bestuurslid van de Stichting Industrieel Erfgoed in de Stad Amersfoort (Siesta). In 2014 werd hij bestuurslid van de Federatie Industrieel Erfgoed Nederland (FIEN) en was commissielid van meerdere erfgoedraden.

## Werken
In 2003 en 2004 schreef Kruidenier voor Bonas over de architecten en M. Geldmaker (1874-1930), F A. Warners (1888-1952) en Z.D.J.W. Gulden (1875-1960).
Als co-auteur werkte hij mee aan een viertal monumenteninventarisaties van Maarssen, Maartensdijk, Soest en Zeist in de provincie Utrecht. 
In 2014 verscheen zijn boek over de Nederlandse architect Joan Melchior van der Meij (1878-1949). In datzelfde jaar verscheen ook Baarn in vogelvlucht. Een ruimtelijk-historische verkenning, waarin hij aan de hand van meer dan zestig plattegronden, kaarten en luchtfoto’s het ontstaan en de ontwikkeling van de gemeente Baarn beschrijft.